# Quintine
Quintine est une géante du Sabbat des Sorcières d’Ellezelles en Belgique. Elle fut créée en 1973 et représente Quintine de le Clisserie, une femme ellezelloise, supposée sorcière, condamnée au bûcher pour crimes de sorcellerie en 1610.

## Historique
La géante Quintine a été créée en 1973par l’artiste pluridisciplinaire et adepte du folk-art Jacques Vandewattyne pour accompagner les sorcières du Sabbat des Sorcières d’Ellezelles, qu’il a lui-même initié un an auparavant. Elle y effectua sa première sortie, le 3 juillet 1973, sur la place du village.
Sa structure d’origine, réalisée en bois et en osier, provenait des ateliers de vannerie Van den Hautte basés à Nederename (Audenarde). Sa tête ainsi que ses mains avaient été sculptées en papier mâché par Watkyne. 
En plus de sa participation annuelle au Sabbat des Sorcières, Quintine pris notamment part au cortège du 500ème anniversaire du géant Goliath de la Ducasse d’Ath, en février 1981, en compagnie de nombreux géants régionaux.
En 2016, après plus de quarante années de participation aux divers évènements folkloriques de son village (Sabbat des Sorcières et cortège de la Ducasse Jean-Jean dou Ballon), la géante Quintine "première du nom"  tire sa révérence.
L’année suivante, une toute nouvelle posture est réalisée localement par l’artiste folkloriste Christian Pieman. Celle-ci possède une structure de bois et d’osier ainsi qu’une tête en polyester ; elle mesure 3,80 m pour un poids de 67 kg. Elle porte une tunique noire brodée de flammes colorées, un fichu (foulard), un tablier gris et une effraie des clochers en médaillon, animal emblème du Parc naturel du Pays des Collines. Cette nouvelle Quintine a été présentée le samedi 24 juin 2017 sur la place d’Ellezelles, lors du 75ème du Sabbat des Sorcières. Depuis, elle a pour marraine la géante Angélique d'Ogy, une cueilleuse de plantes médicinales.

## Sorties
Depuis 1973, la géante Quintine participe au Sabbat des Sorcières d'Ellezelles ainsi qu'aux diverses activités de l'ASBL Sorcières d'Ellezelles, accompagnée de Malfada, la seconde géante de l'ASBL. Elles défilent également occasionnellement dans le cortège du lundi de pentecôte de la Ducasse Jean-Jean dou Ballon à Ellezelles.
D’octobre 2021 à janvier 2022, Quintine est exposée à l’espace Vanderborght de Bruxelles, aux côtés des géantes sorcières Sefa Bubbels et Fyte Kwick de Beselare, à l’occasion de l’exposition « Witches » organisée par l'Université libre de Bruxelles et la ville de Bruxelles.
Le 12 mars 2022, la géante Quintine participe à une exposition de géants régionaux dans la ville voisine de Renaix, à l'occasion du 70ème anniversaire du couple de géants local : Staf de Wever et Manse de Spinster, créés en 1952. Elle s'y était déjà rendue en 1979 à l'occasion d'une semaine d'échange artistique et culturel, avec les autres géants ellezellois Jean-Jean et Jeannette.
Le 19 janvier 2025, Quintine effectue sa première sortie en extérieur de son village depuis sa recréation en 2017, en participant au cortège dominical de la Foire Saint-Antoine de Flobecq.

## Représentation
La géante Quintine représente Quintine de le Clisserie dite Temprenerte, une femme ellezelloise accusée de sorcellerie, victime de l'Inquisition et de la chasse aux sorcières.
En octobre 1610, cinq femmes sont arrêtées à Ellezelles, sur ordre de Jacques Lelouchier, Grand Bailli de Lessines-Flobecq. Ces dernières seront soumises à la torture avant d’être condamnées à mort sur le bûcher, le 26 octobre 1610, sur la Grand-Place de la ville de Lessines. Quintine de le Clisserie était la plus jeune des condamnées (décédée à 38 ans).
Réhabilitée depuis par le biais du Sabbat des Sorcières, Quintine est devenue l’ambassadrice du village d’Ellezelles et donna notamment son nom à une gamme de bière de la Brasserie des Légendes, dès 1993.

## Galerie photographique

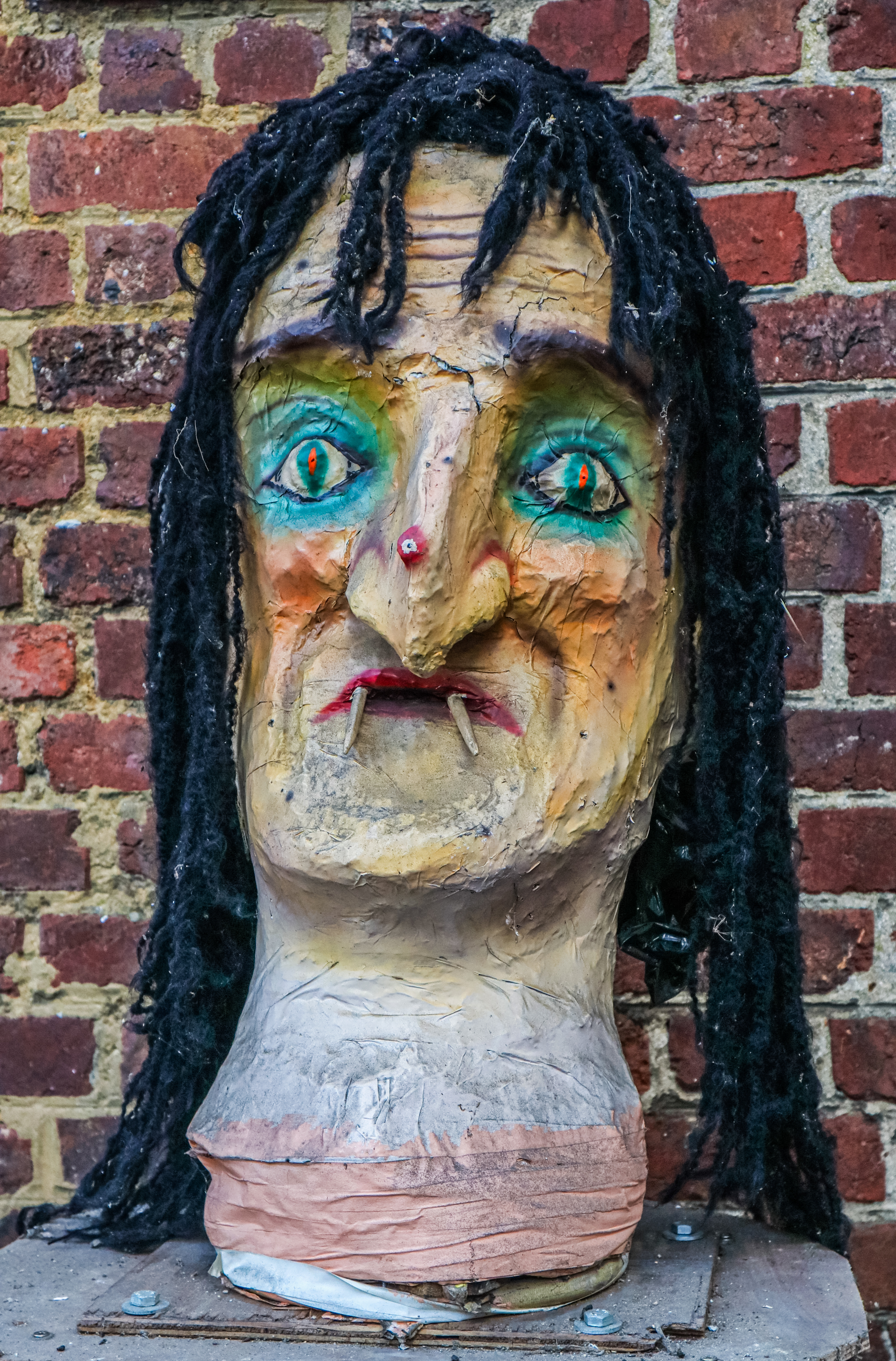
Ancienne tête de Quintine (1973)
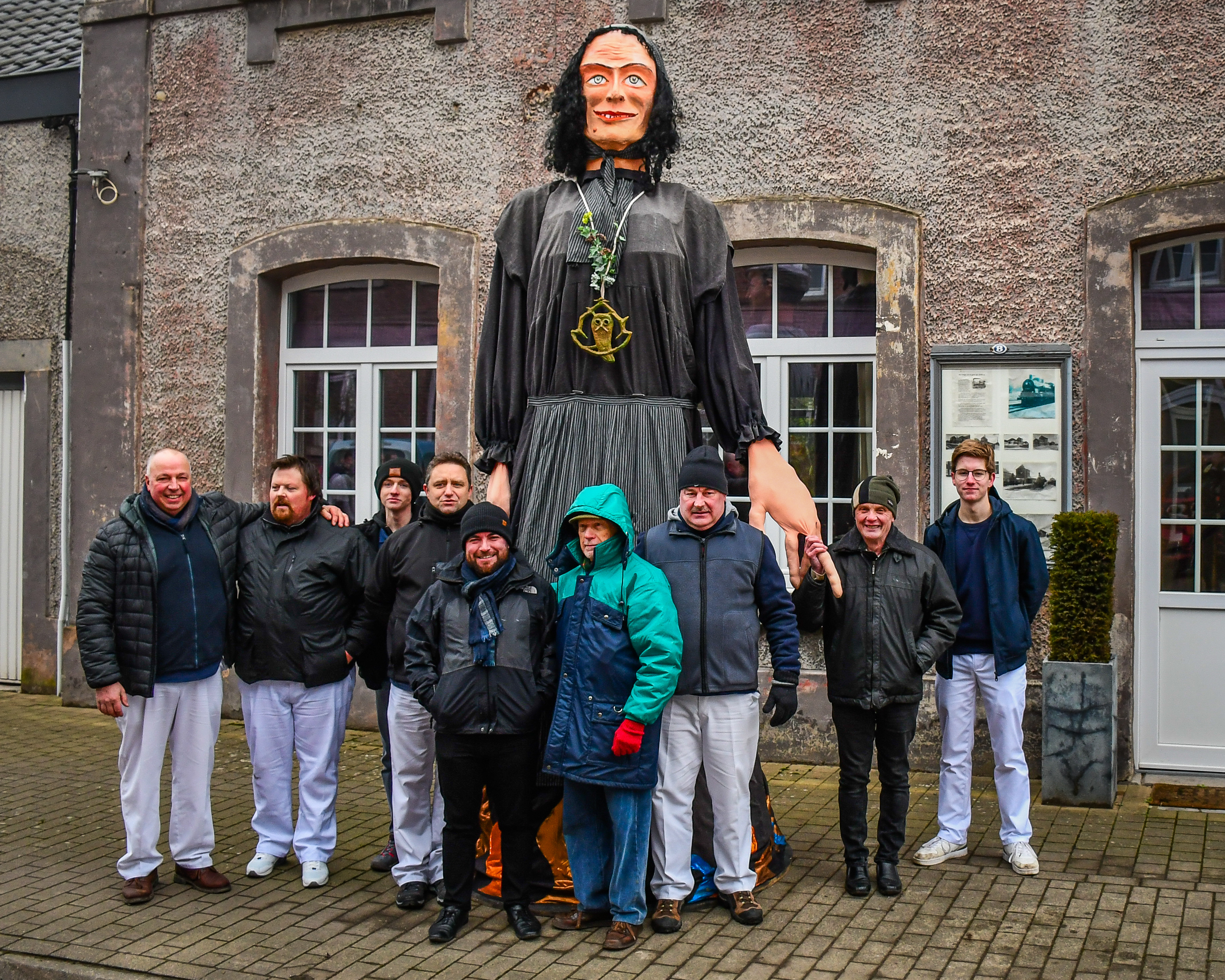
Quintine et son équipe en janvier 2024
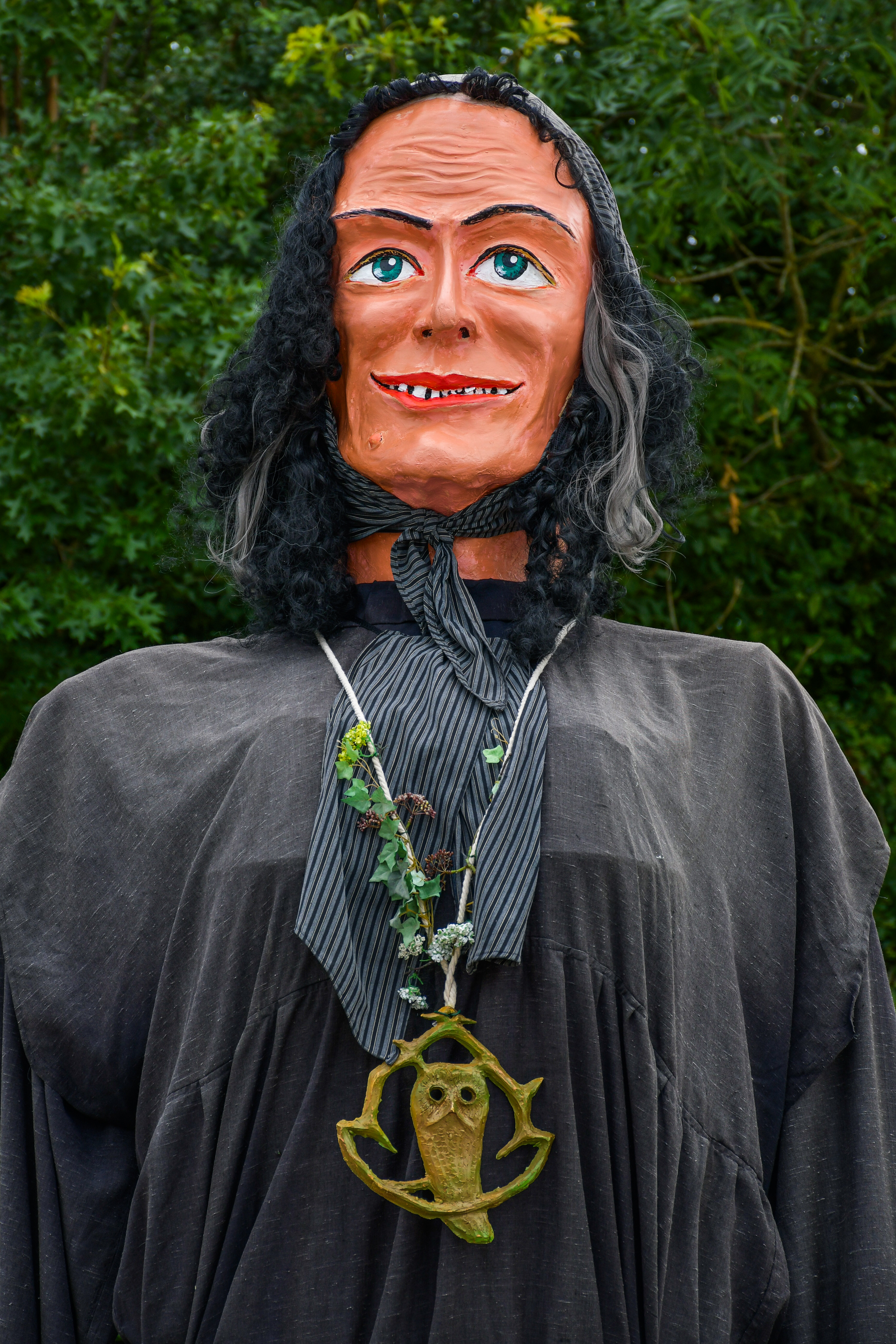
Détail du visage de la géante, restauré en 2025 par Christian Pieman
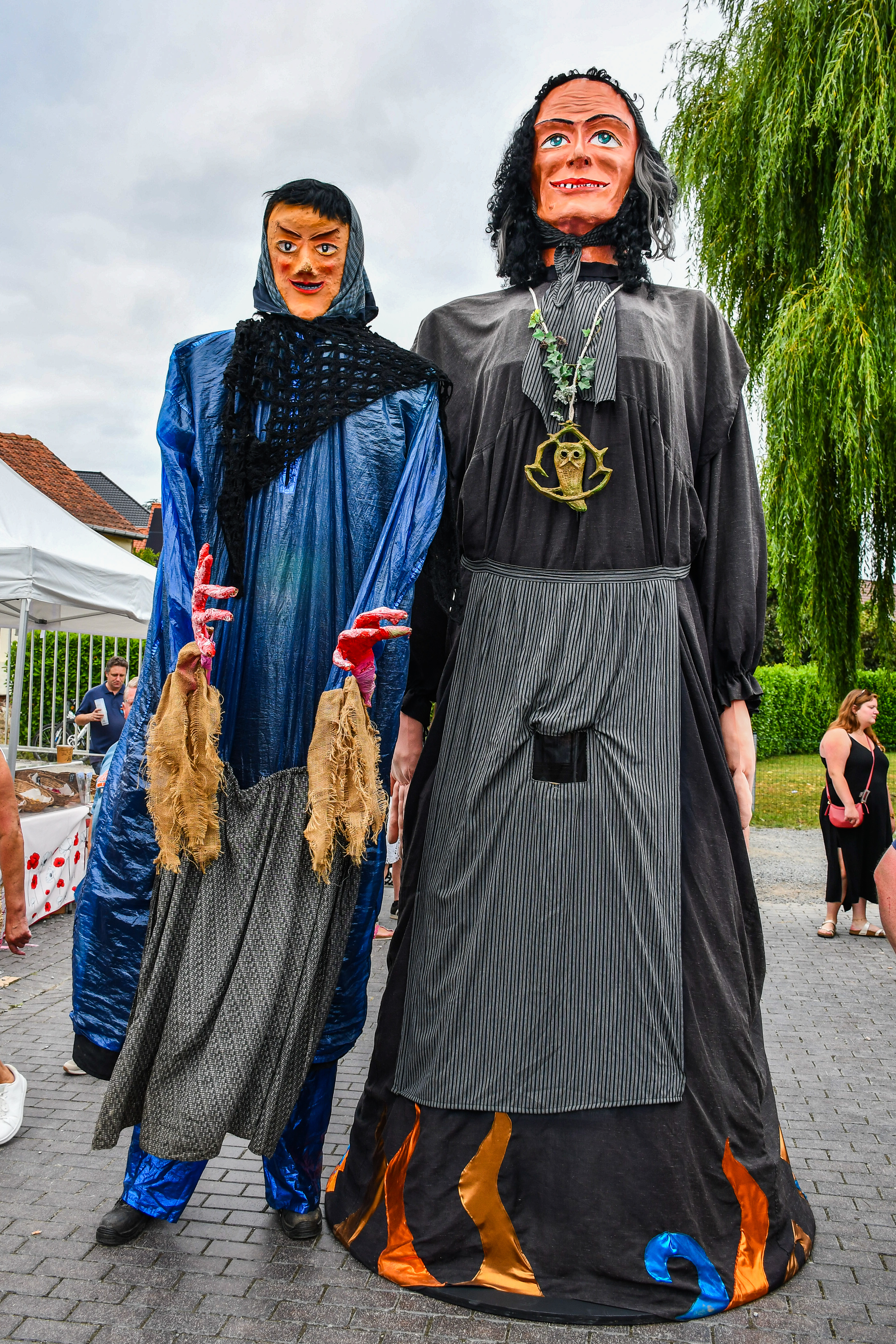
Les géantes Quintine et Malfada

## Pour approfondir